# Sebforrasztó zsombor
A sebforrasztó zsombor (Descurainia sophia) a káposztafélék családjába tartozó, a trópusok kivételével világszerte elterjedt, gyakori gyomnövény. 
Egyéb elnevezései: ebkapor, fekete menta, kányafű, parlagkóró, sebforrasztó fű, zsófia seprő.

## Megjelenése
A sebforrasztó zsombor 30-100 cm magas, lágyszárú, egyéves vagy áttelelő egyéves növény. Sziklevelei kicsik, bunkószerűek. Gyökere vastag karógyökér. Szára felálló, felső részén dúsan elágazó. Az első lomblevelek sűrű tőlevélrózsát alkotnak, a későbbiek többszörösen szárnyasan szeldeltek, a végső szeletek szálasak. A leveleket sűrűn borítják az apró, elágazó csillagszőrök, a növény ettől szürkészöldnek látszik. 
Április végétől júliusig virágzik. Az ágvégi virágok jelentéktelenek, zöldesek vagy sárgásak. 
Termése vékony, hengeres, 1,5-2,5 cm hosszú becő. Magja 0,9-1,0 mm-es, sárgásbarna vagy pirosasbarna. Rendkívül sok magot hoz növényenként, a magok sokáig csíraképesek.
A fiatal növények könnyen összetéveszthetők a székfűvel.

## Elterjedése
Eurázsiában őshonos, ahonnan behurcolták Észak- és Dél-Amerikába, Dél-Afrikába és Ausztráliába. A trópusi vidékek kivételével világszerte előfordul. Magyarországon országszerte elterjedt gyomnövény. A mezőgazdasági táblákon kívül utak mentén, parlagokon, vasúti töltéseken is gyakori.

## Életmódja
A jól melegedő, könnyű szerkezetű talajokat, laza homokot kedveli, itt tömeges is lehet. A tápanyagokban gazdag talajokon is a kultúrnövény fölé nő. Őszi káposztarepcében, őszi gabonafélékben gyakoribb. Megjelenik a szőlő- és gyümölcsültetvényekben is. Ősszel is, de főleg tavasszal csírázik, 5-10 °C-os hőmérsékleten. Csak maggal szaporodik.

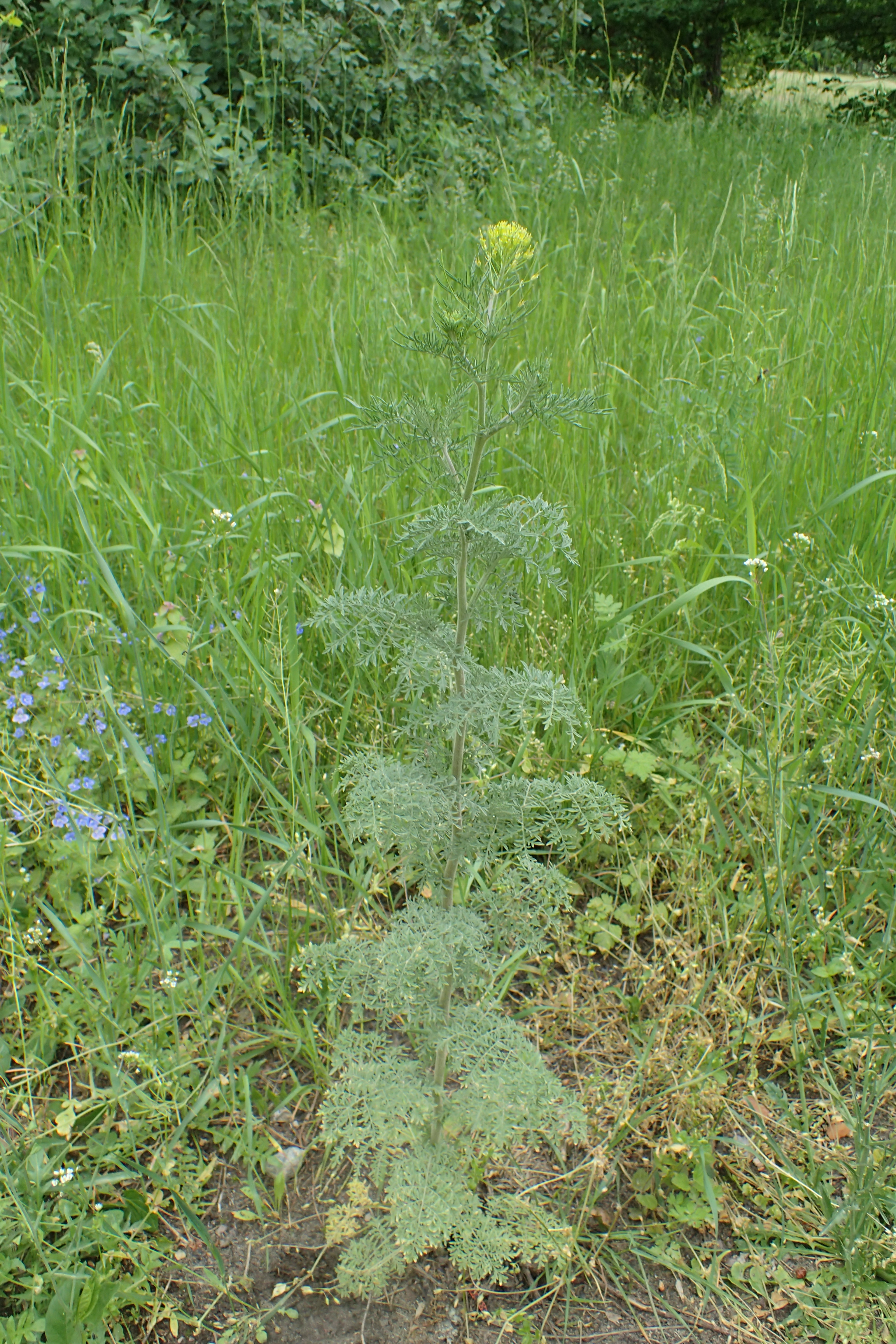
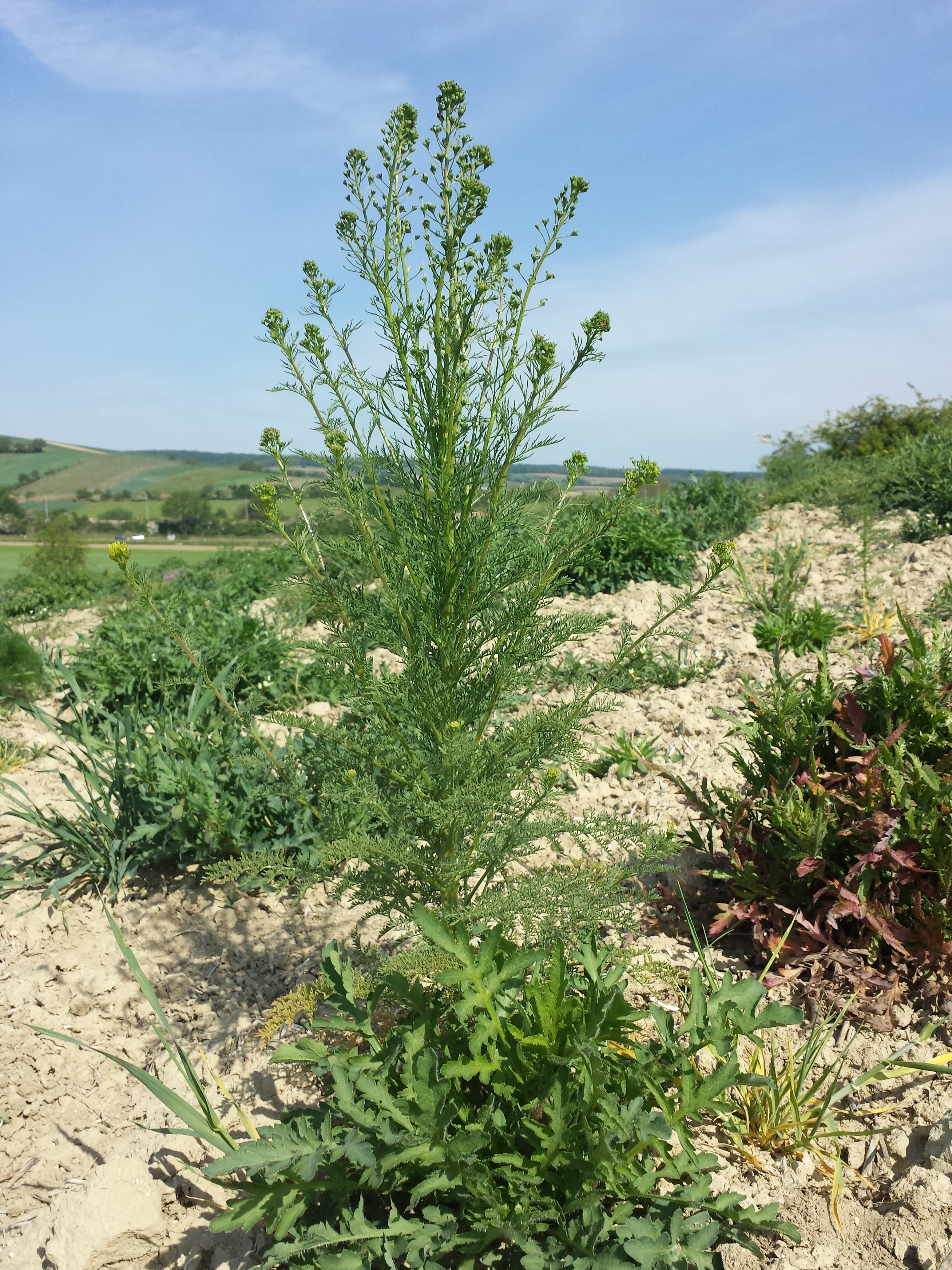
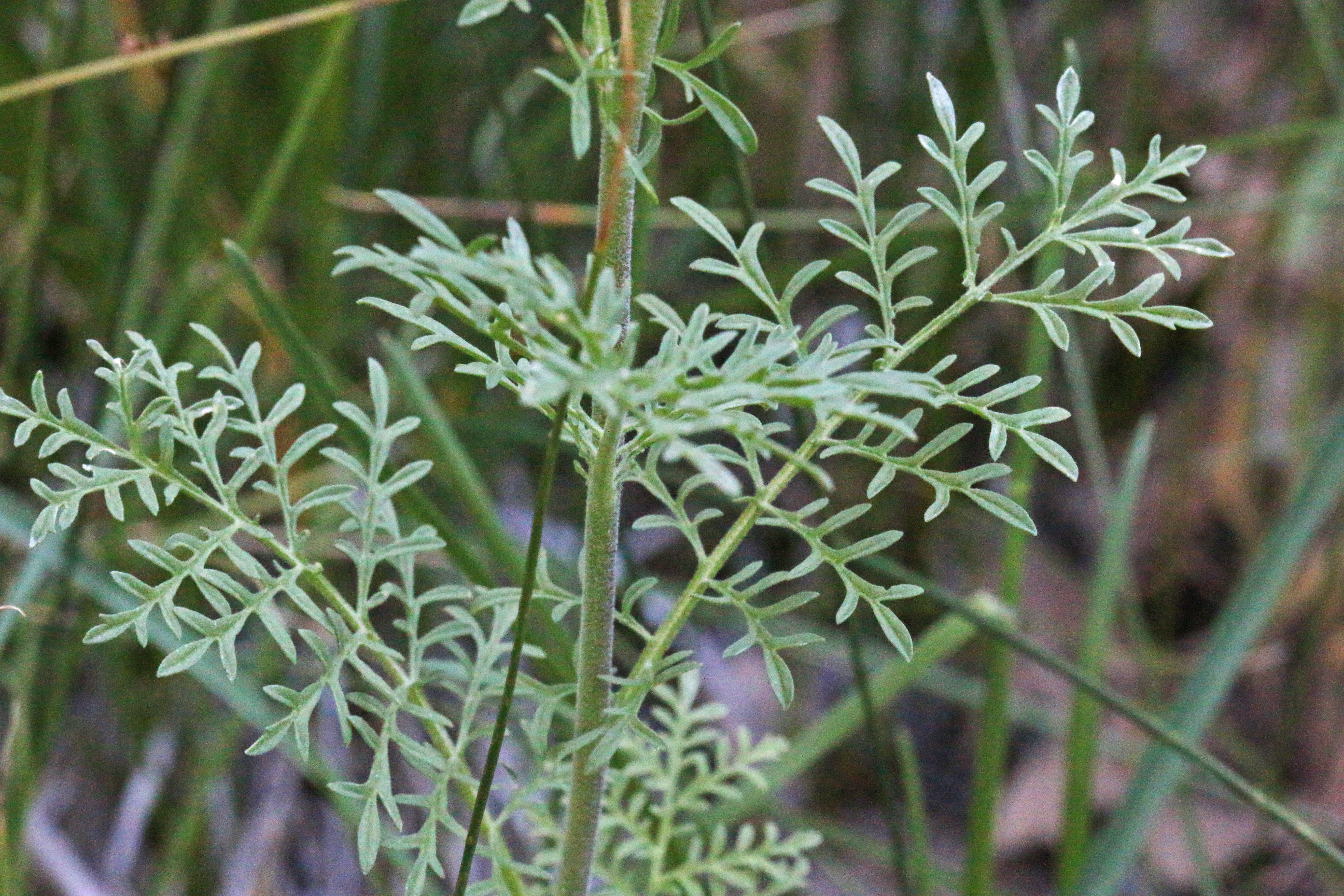
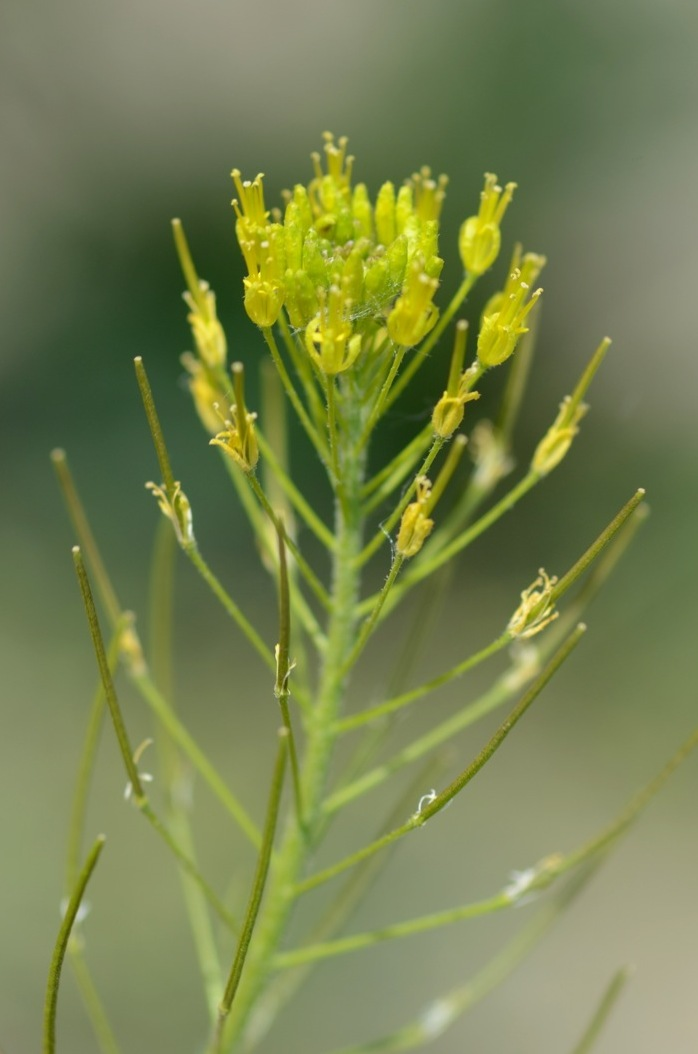
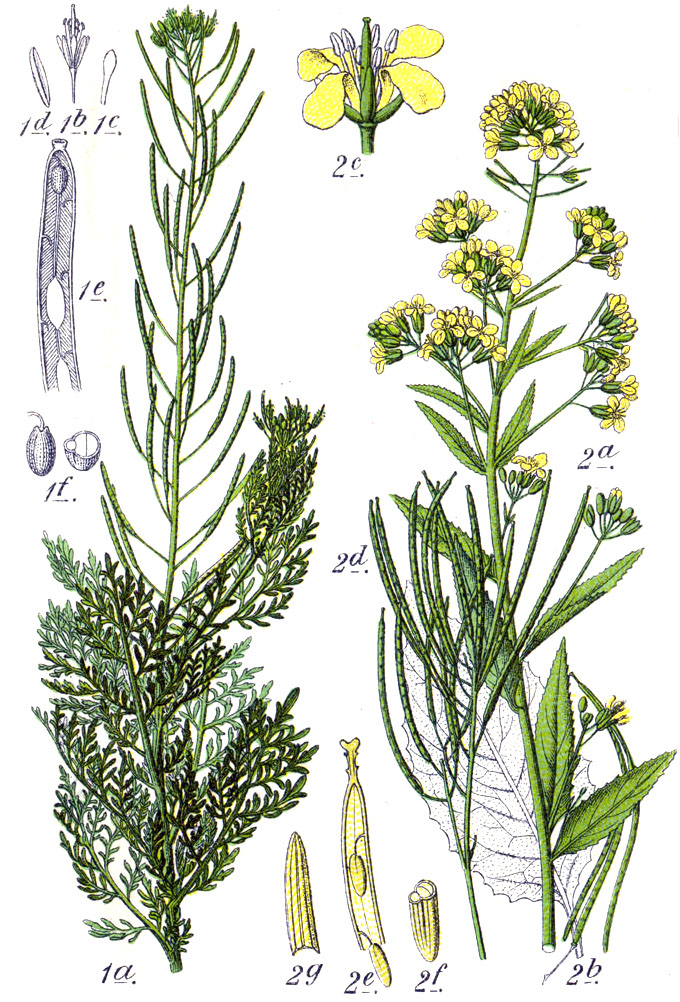